# Brycinus poptae
Brycinus poptae är en fiskart som först beskrevs av Pellegrin, 1906.  Brycinus poptae ingår i släktet Brycinus och familjen Alestidae. IUCN kategoriserar arten globalt som livskraftig. Inga underarter finns listade.